# Ironside-Gletscher
Der Ironside-Gletscher ist ein 50 km langer Gletscher im ostantarktischen Viktorialand. In den Admiralitätsbergen fließt er von der Südflanke des Mount Minto in südöstlicher Richtung zwischen Mount Whewell und Mount Herschel zur Moubray Bay. An seiner Mündung fließt er mit dem aus Norden kommenden Honeycomb-Gletscher zusammen. Das Baldwin Bluff, ein Felsenkliff, ragt entlang der Südwestflanke des Ironside-Gletschers in einer Entfernung von 8 km südwestlich des Gipfels von Mount Whewell auf.
Teilnehmer der New Zealand Geological Survey Antarctic Expedition (1957–1958) benannten ihn nach seiner imposanten Erscheinung insbesondere durch den großen Eisfall im unteren Gletscherabschnitt.